# Pegusa
Pegusa – rodzaj morskich ryb z rodziny Soleidae. 

## Występowanie
Wschodni Atlantyk, Morze Śródziemne, Morze Czarne, Morze Azowskie

## Klasyfikacja
Gatunki zaliczane do tego rodzaju:
- Pegusa cadenati
- Pegusa impar
- Pegusa lascaris - laskara[3], sola laskara[3]
- Pegusa nasuta